# Johann Martin Schleyer

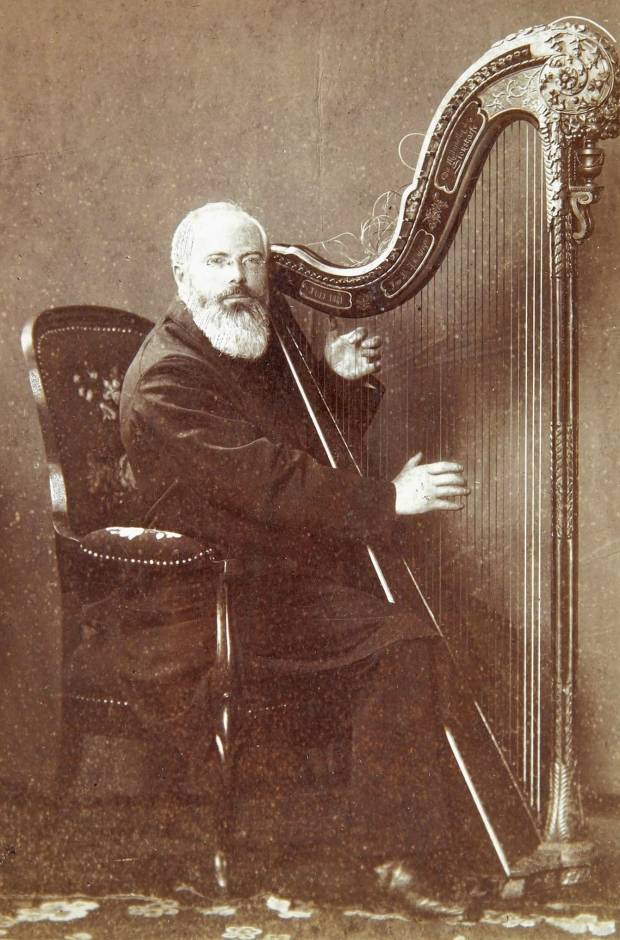
Johann Martin Schleyer (1888)

Johann Martin Schleyer (* 18. Juli 1831 in Oberlauda; † 16. August 1912 in Konstanz) war ein katholischer Priester, Lyriker und Philanthrop. Er veröffentlichte 1878 die Plansprache Volapük, die er in den Jahren zuvor entwickelt hatte, und war der erste Cifal der Bewegung.

## Biografie

### Eltern
Johann Martin Schleyer wurde 1831 als Sohn eines Lehrers in Oberlauda geboren. Im Volapük-Almanach (Lekaled Volapüka) für das Jahr 1888 schrieb Sigmund Spielmann, Vorstandsmitglied des Wissenschaftlichen Weltsprache-Vereins „Volapük“ in Wien:

„Der Autor des Volapük, Johann Martin Schleyer, wurde am 18. Juli 1831 (einem Sonntage) zu Oberlauda in Baden als der vierte von fünf Geschwistern, geboren. Sein Vater, Johann Philip Schleyer, welcher am 18. Juli 1802 zu Neckargerach bei Mosbach das Licht der Welt erblickte, war 42 Jahre lang zu Oberlauda Hauptlehrer und schreibt trotz seiner 85 Jahre noch jetzt in seltener Rüstigkeit täglich für seinen Sohn, bei welchem er lebt.
Die Mutter Johann M. Schleyers, Katharina Elisabeth geb. Veith starb am 2. September 1877; es war der guten Frau leider nicht beschieden, den epochemachenden Erfolg der Thätigkeit ihres Sohnes zu erleben und mitzugenießen.“

### Ausbildung

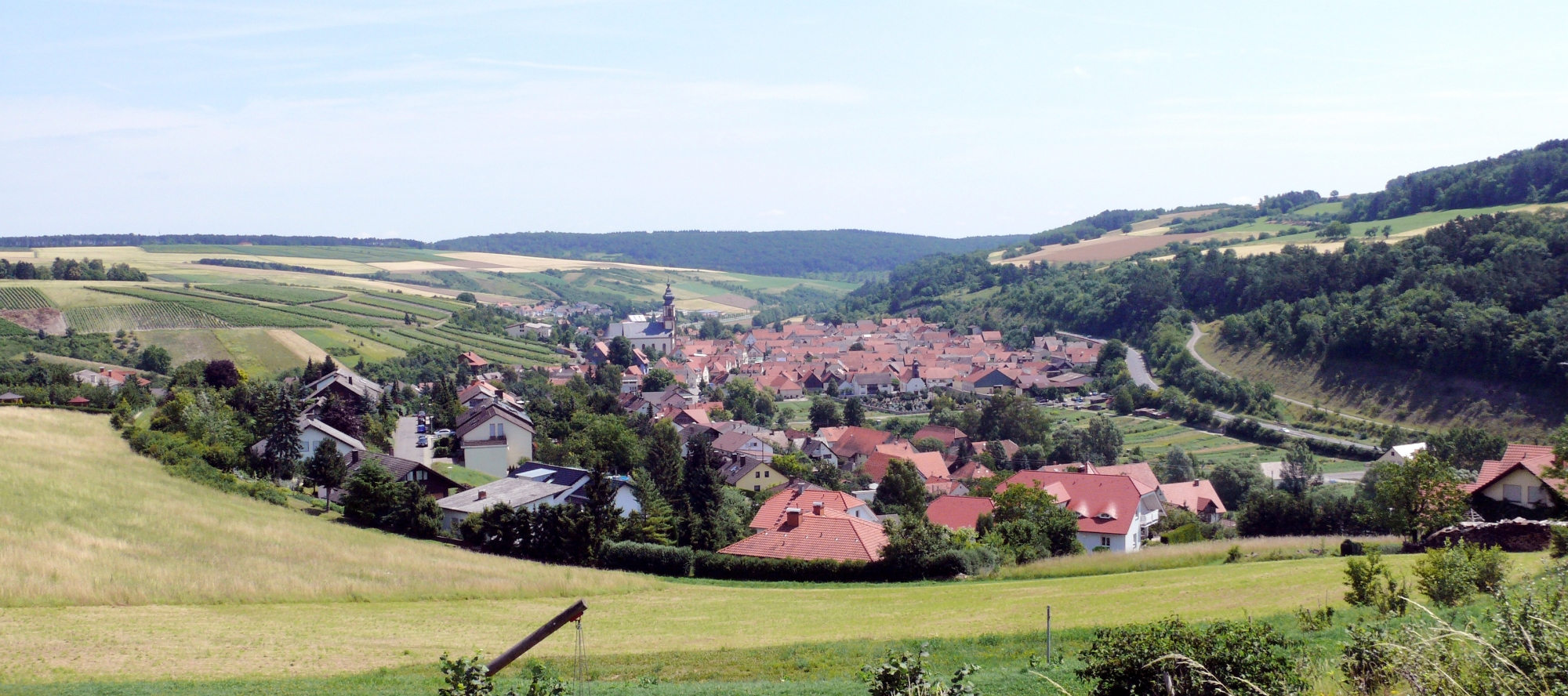
Königheim heute

Johann Martin Schleyers Eltern hatten nicht geplant, ihren Sohn studieren zu lassen. Es ist seinem Onkel, dem Hauptlehrer Franz Martin Schleyer aus Königheim zu verdanken, dass er die Gelegenheit dazu bekam. Er blieb vier Jahre lang, bis zu seinem 15. Lebensjahr, bei seinem Onkel, um sich dort auf eine höhere Schule vorzubereiten.
Er besuchte das Gymnasium in Tauberbischofsheim und übte sich im Haus des Medizinalrates Metz in Musik und Dichtkunst. Adam Hönninger, der Pfarrer zu Lauda, stellte ihm dabei seine Klassiker-Bibliothek zur Verfügung.
Anschließend studierte Schleyer am Lyzeum in Karlsruhe, besuchte nebenher Vorlesungen in Chemie und am Polytechnikum. Seine Vielseitigkeit zeigte sich dadurch, dass er im Zeichnen einen Preis erhielt und in der evangelischen Hofkirche des Großherzogs mitsingen durfte.
Ab 1852 studierte Schleyer an der Universität Freiburg, wo er bis 1855 Katholische Theologie, Philologie, Philosophie, Geschichte und ein Semester lang auch Medizin hörte. Daneben betrieb er weiter Poesie und Musik, so dass er schließlich mehrere verschiedene Musikinstrumente spielen konnte. So war er Organist an der Universitätskirche und Harmoniumspieler am Spital und verdiente sich während seiner Studienzeit etwas Geld durch Musikunterricht hinzu.

### Erste Pfarrstellen

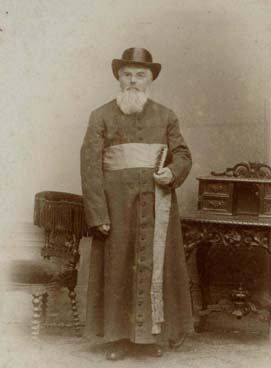
Johann Martin Schleyer

Am 5. August 1856 empfing Schleyer durch Erzbischof Hermann von Vicari die Priesterweihe. Er wurde Kaplan in Sinzheim (1856), Baden-Baden (1857), Kronau (1858) und Wertheim (1860).
In Wertheim hatte Schleyer Kontakt zu Dom Miguel, dem exilierten Exkönig von Portugal, und den Fürsten Löwenstein. Seine liberale Anschauung zeigte sich dadurch, dass er das Standesbuch der Israeliten-Gemeinde führte und mit Juden und Protestanten verkehrte.
Seine erste Pfarrstelle besetzte Schleyer 1862 in Meßkirch, ab 1867 in Krumbach (heute Ortsteil der Gemeinde Sauldorf). In dieser Zeit verkehrte er mit dem Abt Maurus Wolter von Beuron und schuf ein Tastalphabet für Taubblinde.
Während des Kulturkampfes wurde er wegen einer kritischen Predigtäußerung 1875 in Festungshaft genommen und für vier Monate nach Rastatt verbracht. Er ging mit zahlreichen Brandreden gegen die „Geißeln“ seiner Zeit an, nämlich Kommunisten, Atheisten, Altkatholiken und Mischehen.

### Pfarrer in Litzelstetten
Nach seiner Freilassung aus der Haft wurde Schleyer am 17. Dezember 1875 Pfarrer in Litzelstetten bei Konstanz. Dort widmete er sich fast ausschließlich dem Studium von Fremdsprachen: Außer Altgriechisch und Lateinisch lernte er noch Französisch, Englisch, Italienisch, Spanisch, Portugiesisch, Russisch, Rumänisch, Holländisch, Dänisch, Norwegisch, Rätoromanisch, Ungarisch, Kroatisch, Tschechisch, Slowenisch, Serbisch, Neugriechisch, Türkisch, Persisch, Arabisch, Hebräisch, Japanisch, Chinesisch, Sanskrit, Prakrit und andere Sprachen.
Dies waren die Vorstudien zu Volapük, welches er am Anfang des Jahres 1879 der Öffentlichkeit vorstellte. Die erste Auflage seiner Weltsprache-Grammatik erschien in einer Auflage von 1000 Exemplaren und war innerhalb von fünf Monaten vergriffen.
Zu seinem 50. Geburtstag erhielt er von Mitarbeitern seiner Zeitschrift Sionsharfe eine goldene Harfe.

### Schottenstraße in Konstanz

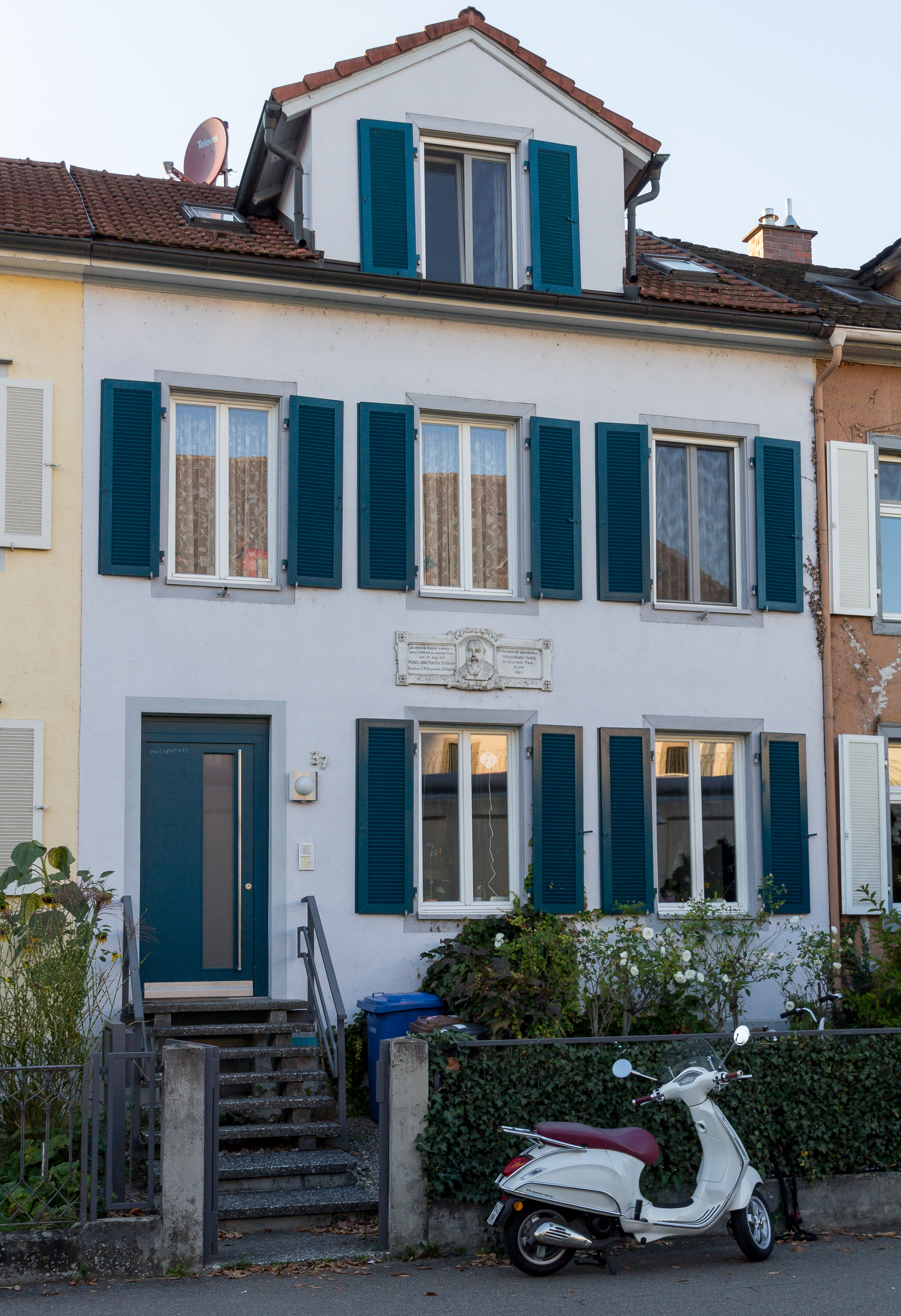
Schottenstrasse 37, das Wohnhaus von Schleyer als Pensionär in Konstanz

1885 wurde Schleyer aus gesundheitlichen Gründen pensioniert und zog 1889 in das Haus in der Schottenstraße um. Er war während seines ganzen Berufslebens ein einfacher Dorfpfarrer geblieben. 1894 wurde er von Papst Leo XIII. zum päpstlichen Hausprälaten ernannt.
Schleyer führte von 1863 an bis zu seinem Tod Tagebuchaufzeichnungen. Von 1876 bis 1884 war er Herausgeber der Sionsharfe – Zeitschrift für katholische Poesie. 1879 veröffentlichte er die international einheitliche Plansprache Volapük und gründete 1887 eine Volapük-Akademie zur Überwachung der sprachlichen Entwicklung. Er arbeitete bis zu seinem Tod am Volapük-Wörterbuch, insbesondere an der Neufassung von 1894.
Volapük war die erste Plansprache, die international eine große Anhängerschaft hatte, auch wenn sie nicht leicht zu sprechen war. In seinem Haus in der Schottenstraße 37 in Konstanz wohnte Schleyer von 1889 bis 1912. Er bezeichnete es als „Weltsprache-Zentralbüro“ und verschickte von dort aus sein Weltspracheblatt (bis 1908), Lehr- und Wörterbücher, religiöse Lyrik und gesammelte Lebensweisheiten in alle Welt.
Er, der erstmals 1888 aus gesundheitlichen Befürchtungen heraus die Letzte Ölung erhalten hatte, verstarb 1912 in Konstanz und liegt auf dem Hauptfriedhof Konstanz begraben.

### Schleyer als Linguist
Johann Martin Schleyer beschäftigte sich – eigenen Angaben zufolge – intensiv mit 80 Sprachen und Dialekten und wurde vom Freiburger Erzbischof dem Papst als deutscher Mezzofanti vorgestellt. Schleyer sprach nach eigenem Bekunden 50 Fremdsprachen. Sicher ist, dass er Denksprüche in 22 Sprachen verfasste und Grammatiken und Wörterbücher in 25 Sprachen herausgab. Seine Sprachstudien erstreckten sich auf 88 Sprachen und Dialekte.

### Erfinder der Plansprache Volapük
Seine Plansprache Volapük schuf er nach einer schlaflosen Nacht am 31. März des Jahres 1879, die er wie folgt beschreibt:

„In einer mir selbst rätselhaften, ja geheimnisvollen Weise, in dunkler Nacht, im Pfarrhaus in Litzelstetten, im Eckzimmer des 2. Stockes, das in den Pfarrgarten hinausschaut, als ich über so viele Missstände, Gebrechen und Jämmerlichkeiten unserer Zeit nachdachte, stand plötzlich das Gebäude meiner Weltsprache vor meinem geistigen Auge. Meinem guten Genius verdanke ich das ganze System der Weltsprache Volapük.“

Vorausgegangen waren seine Arbeiten an einem Weltalphabet, das für alle Sprachen einheitlich sein sollte. Anlass für dieses Projekt wiederum war die Klage eines Bauern, der ihm erzählte, dass die Briefe an seinen in die USA ausgewanderten Sohn nicht ausgeliefert wurden, da niemand seine Schrift lesen konnte. Dies war für ihn besonders schlimm, weil er auf finanzielle Unterstützung durch seinen Sohn angewiesen war. In jener Nacht sprach Gott im Traum zu ihm und schlug ihm vor, er solle doch statt eines Weltalphabets doch gleich eine Welthilfssprache schaffen.
In seiner Beschreibung über die Entstehung und Entwicklung von Volapük „Das erste Jahrzehnt der Weltsprache Volapük“ (Yebalsüp balid volapüka) schreibt Rupert Kniele im Jahr 1889:

„Bekanntlich hat Herr Pfarrer Johann Martin Schleyer, als er sein Weltsprachesystem ausstellte, welches er Volapük nannte, keine Ahnung davon gehabt, daß schon seit mehr als 200 Jahren Männer von hervorragender Geistesgröße, an ihrer Spitze Gottfried Wilhelm Leibniz, Versuche in dieser Richtung angestellt hatten, freilich mit negativem Erfolge. In Schleyer dämmerte der Gedanke, es solle für den Verkehr aller Völker auf der Erde miteinander nur eine Schrift und vielleicht auch eine Korrespondenzsprache bestehen, gegen die Mitte der siebziger Jahre erstmals auf, als ein Nachbar von ihm in seiner Pfarrei Krumbach ihm klagte, daß die Briefe, welche er an seinen Sohn in Amerika geschrieben, dort nicht an ihre Adresse gelangten, und der Herr Pfarrer dann entdeckte, daß hieran die unrichtige Schreibung, welche von der englischen Orthographie abwich, Schuld sei.
Die erste Frucht dieser Erfahrung war der Versuch, eine gemischte Sprache zu konstruieren aus der deutschen, englischen, französischen, italienischen, spanischen und russischen, also den 6 Hauptkultursprachen, welche er mit dem Namen ‚Völkerdolmetsch‘ bezeichnen wollte. Weil aber eine gemeinsame Verständigung unter den verschiedenen Völkern eine gemeinsame Schreibung voraussetzt, so versuchte es Schleyer zunächst mit der Aufstellung eines ‚Weltalphabets‘ (18. Januar 1878).“

Er vereinfachte die Wortstämme auf eine Silbe, strich doppelte Konsonanten, schaffte zu Gunsten der chinesischen Sprache das „R“ ab und schrieb die Wörter nur so, wie sie gesprochen wurden.

### Schleyer als Literat
Johann Martin Schleyer trat mit eigenen Dichtungen hervor, die ihm eine gewisse Bekanntheit einbrachten und einen Platz in zeitgenössischen Literaturgeschichten und Anthologien sicherten:
Philalethes (1864),
Die Liebe in hundert Gestalten (1873).
Als Beispiel seiner Lyrik sei hier der Anfang seines Gedichts Die sterbensbereite Martyrliebe (Bruder Bennat und die Pariser Communisten) zitiert:

„Die Revolver in der Faust
Stürmen in der Andacht Haus
Rasend die Communen ein,
Rings verbreitend Wust und Graus.

Bruder Bennat tritt gefaßt
Zu dem Rudel Tiger vor. –
‚Schwöre: Gott ist eine Mär!‘
Hallt es höllisch um sein Ohr.“

Außerdem veröffentlichte Schleyer biblische Dramen, Psalmen, Epen, Sinngedichte und Gesundheitsratgeber wie zum Beispiel
- Universal-Heilmittel, wodurch Arzt, Apotheker, Zeit und viel Schmerzen erspart werden können.
- Drei Dutzend Mittel wider den Husten.
- 50 Reiseregeln von einem Vielgereisten.

In seiner Litzelstetter Zeit gab er die Monatsschrift Sionsharfe – Zeitschrift für katholische Poesie (1876–1884) heraus. Der Großteil des Inhalts stammte von ihm selbst.

### Persönlichkeit

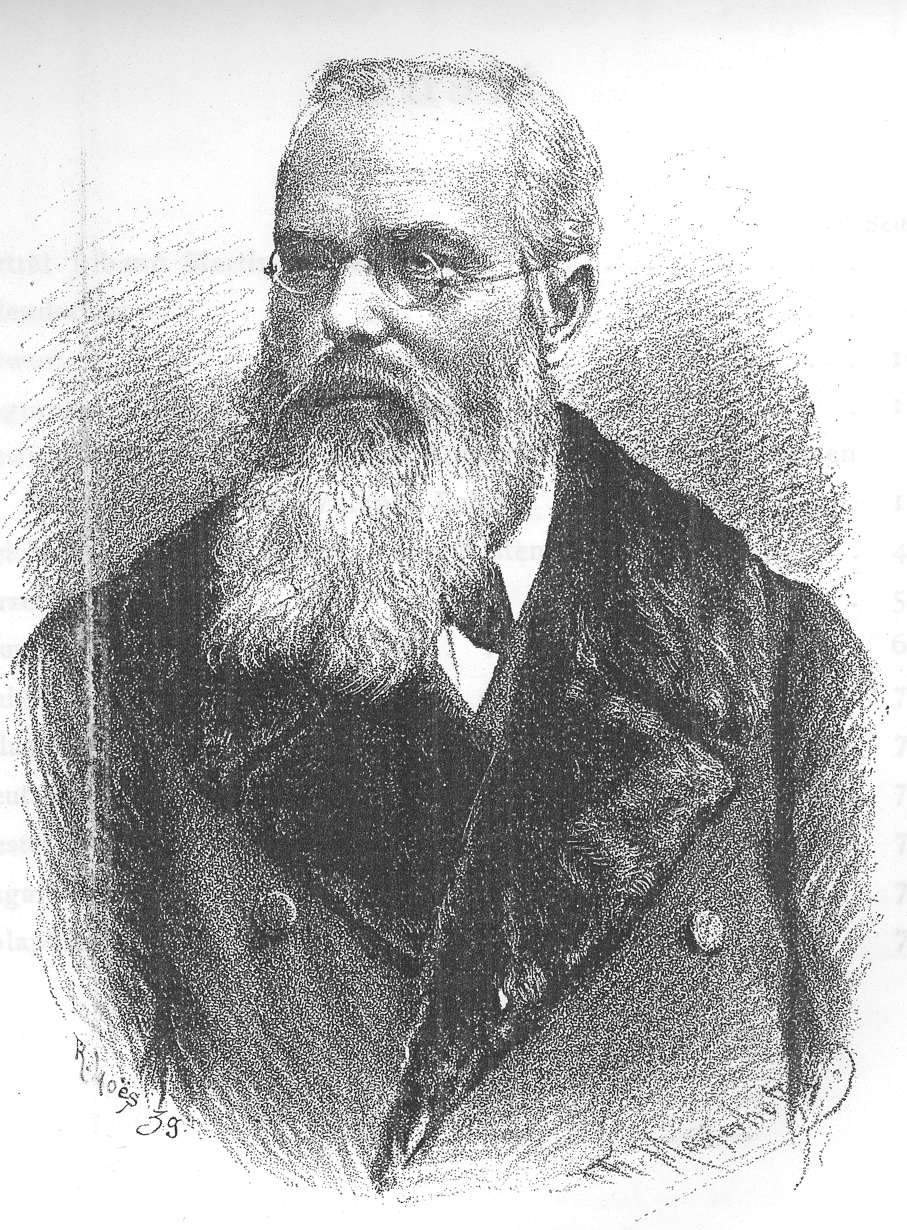
Schleyer, 1888

Schleyers persönliche Erscheinung wird von Karl Nosek, österreichischer Hauptmann im Generalstab, folgendermaßen beschrieben:

„Eine hohe Stirne wölbt sich über einer scharfen Brille, durch welche ein matter Blick aus seinen überreizten, immer schwächer werdenden Augen dringt, die stets in der Tiefe eines dunkel schattigen Ringes liegen. Trotz seiner 56 Jahre umrahmen eine Fülle grauen Haares und ein ihm ausnahmsweise bewilligter Vollbart sein Gesicht. Wäre keine andere Nothwendigkeit zum Wachsenlassen des Bartes, so müssten die Zeitsecunden ihn dazu zwingen, welche er beim Rasiren brauchte und die seiner Arbeitszeit geraubt würden; und die Zeit, sie drängt, wenn man den absteigenden Ast seiner Lebenshälfte betreten! Schleyer’s Benehmen, sein Wesen, die Leutseligkeit, die verkörperte, reine Liebe zur Menschlichkeit. – Das ist das Bild diesen interessanten Mannes, dessen Züge, einmal gesehen, einem so lebendig vorschweben, dass man es durch ein paar kräftige Linien und Striche schnell zu zeichnen im Stande wäre.“

### Verwandtschaft
Johann Martin Schleyer war der Urgroßonkel des späteren deutschen Arbeitgeberpräsidenten Hanns Martin Schleyer, der 1977 von der RAF entführt und getötet wurde.

## Gedenken

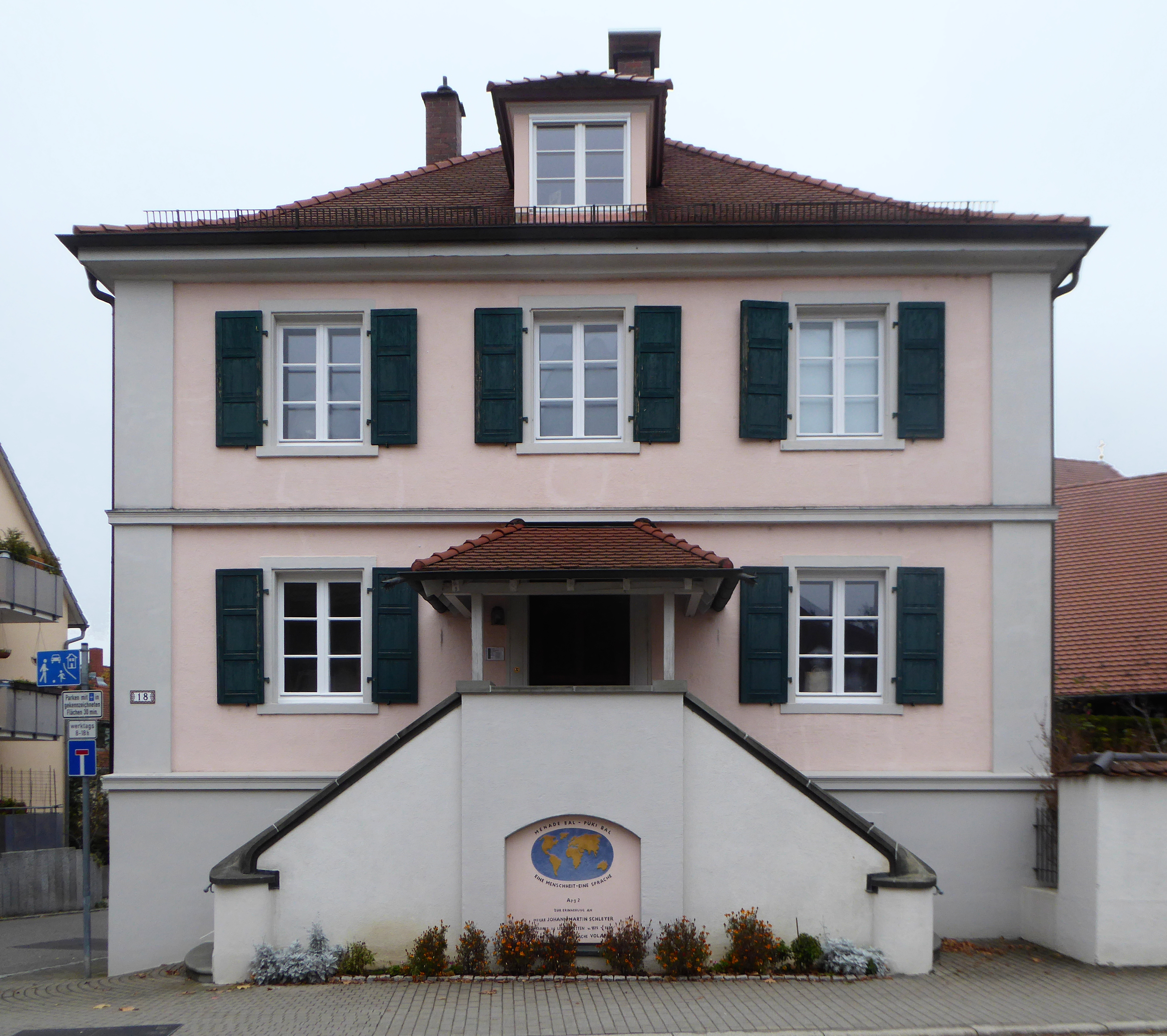
Litzelstetten (Konstanz), Pfarrhaus von Südwesten

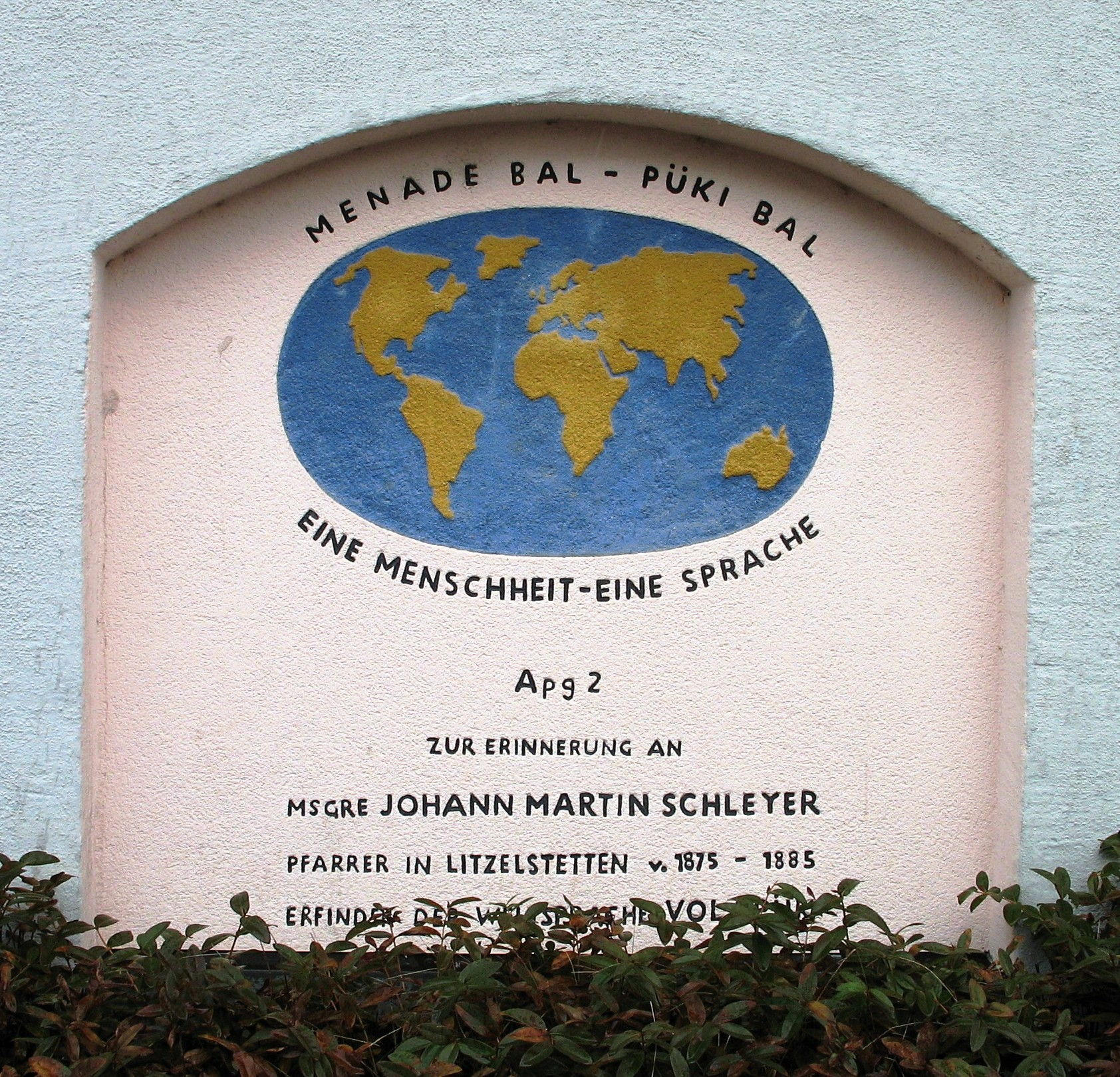
Gedenkinschrift am Pfarrhaus in Konstanz-Litzelstetten

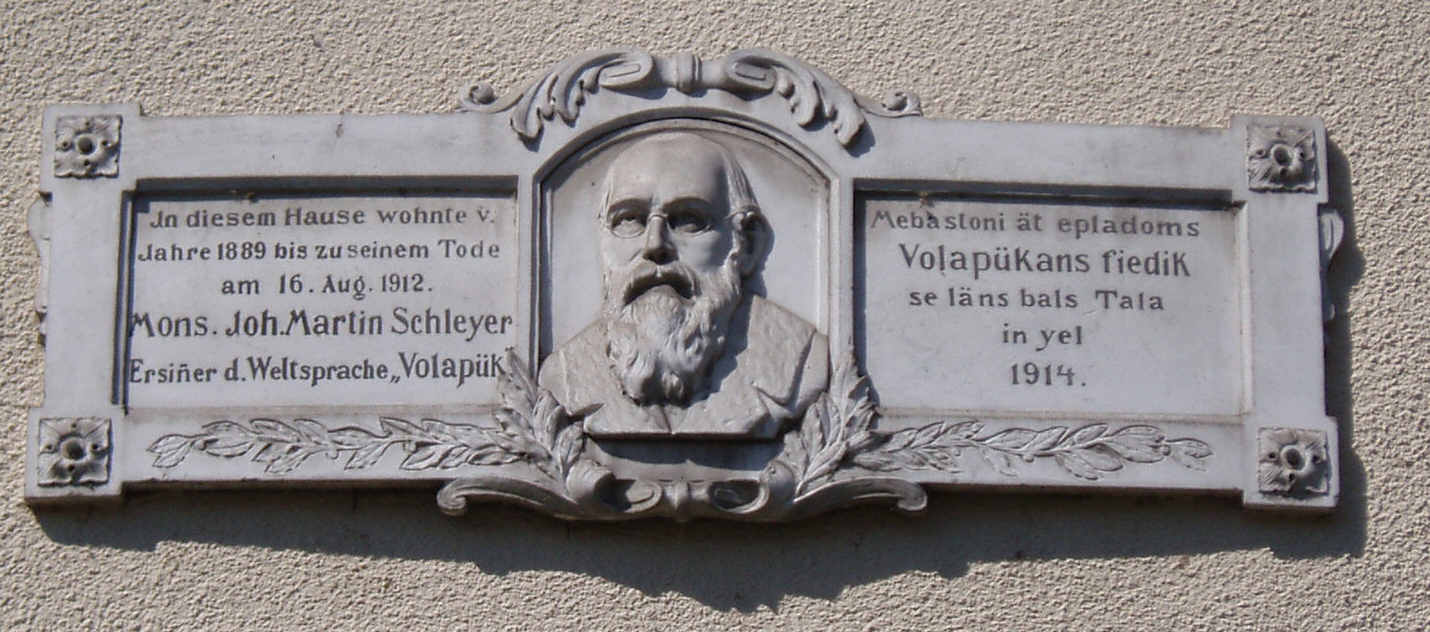
Gedenktafel am Wohnhaus Schleyers in Konstanz, Schottenstraße 37 im Stadtteil Paradies

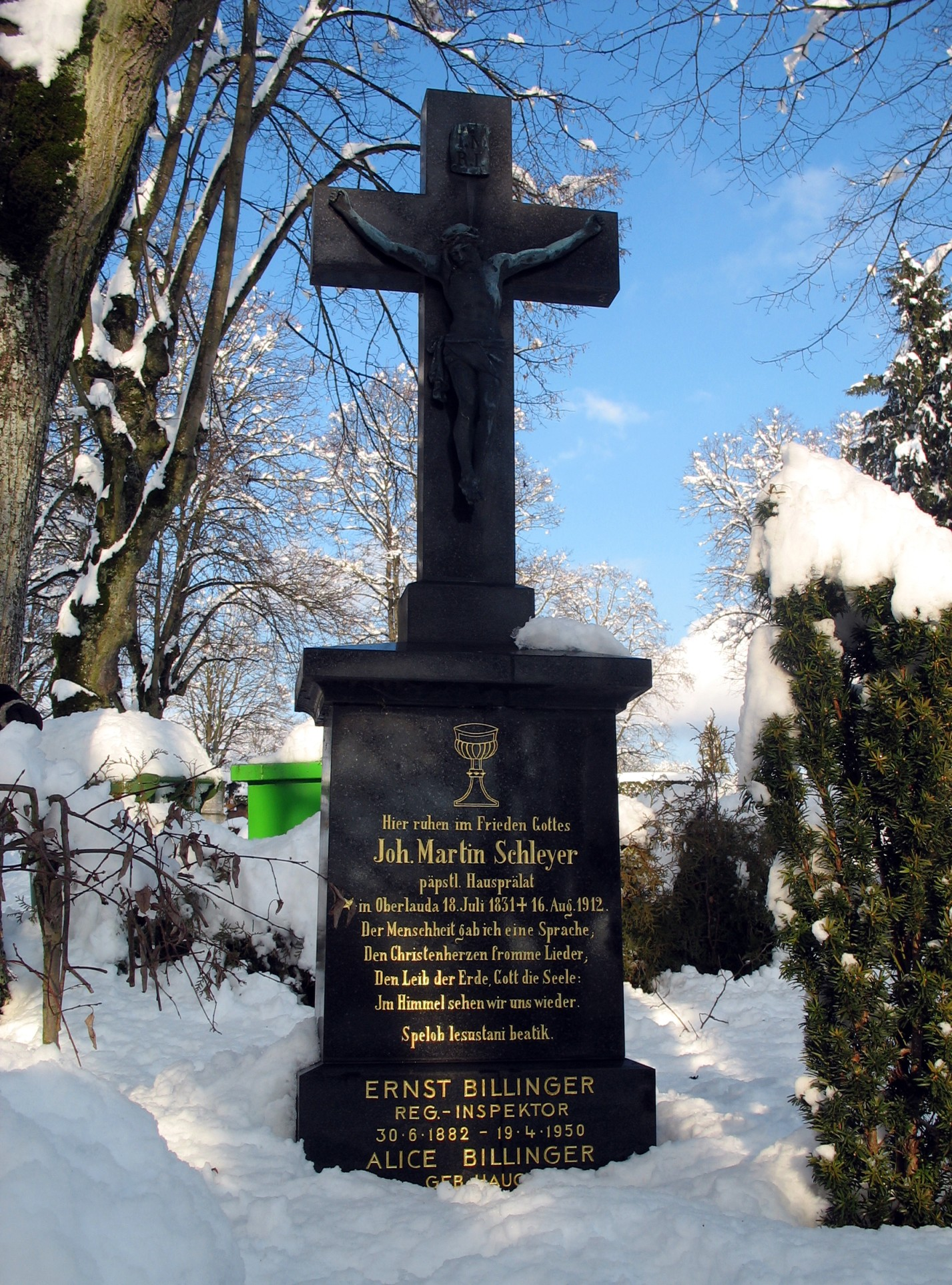
Schleyers Grabstein auf dem Hauptfriedhof in Konstanz im Stadtteil Petershausen

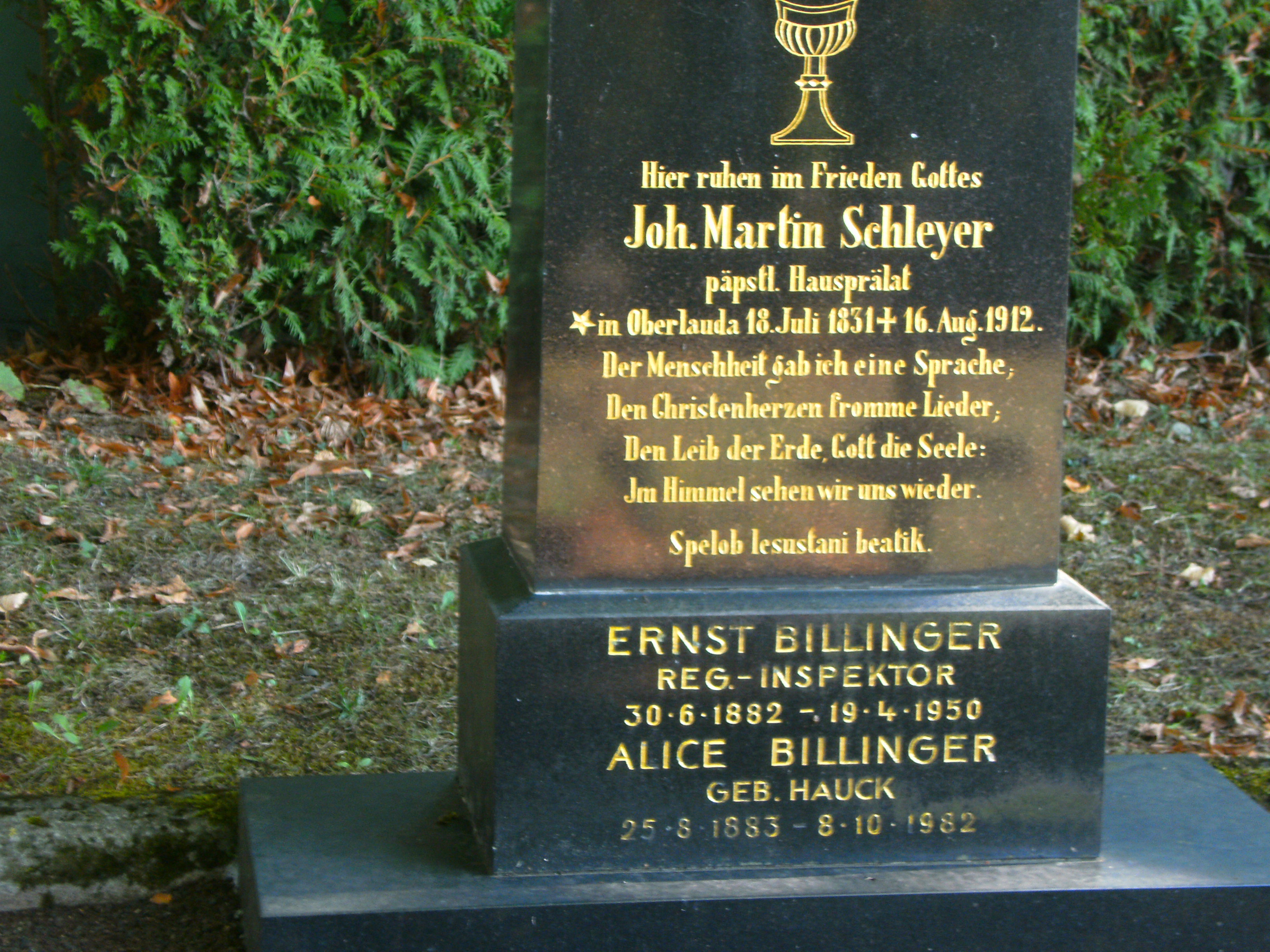
Hauptfriedhof Konstanz, Riesenbergweg. Grab von Johann Martin Schleyer, Inschrift. Gräberfeld 12, Reihe 11, im nordöstlichen Teil

Am Pfarrhaus in Konstanz-Litzelstetten in der Martin-Schleyer-Str. 18 erinnert eine Gedenktafel an den Erfinder von Volapük: „Menade bal – püki bal“ – „Eine (eigentlich: einer) Menschheit – eine Sprache“. In Litzelstetten erinnern die Straßen Martin-Schleyer-Straße und der Volapükweg an sein Wirken.
An Schleyers ehemaligem Konstanzer Wohnhaus in der Schottenstraße 37, wo von 1889 bis 1912 das „Weltsprache-Zentralbüro“ seinen Sitz hatte, findet sich eine Gedenktafel. Schleyers Grab befindet sich auf dem Hauptfriedhof Konstanz, Riesenbergweg im Ortsteil Petershausen, Grabfeld 12, Reihe 11.
In Konstanz gibt es in Petershausen den Schleyerweg. 
In Sauldorf gibt es eine Johann-Martin-Schleyer-Straße.
Nach Johann Martin Schleyer wurde in Lauda das Gymnasium benannt (Martin-Schleyer-Gymnasium Lauda). 2001 konstituierte sich ein internationales Komitee für die Seligsprechung. Der Pfarrer von Villingen schlug dem Erzbischof von Freiburg die beiden Freiburger Diözesanpriester Johann Martin Schleyer und Max Josef Metzger zur Seligsprechung vor. Metzger, ein engagierter Esperantist, wurde 1944 hingerichtet, da er Vorschläge für einen Neuanfang nach der deutschen Niederlage machte.

## Werke
- Vereinfachung und Erleichterung der musikalischen Notenschreibung. Ein Vorschlag. Nachdr. d. Ausg. Konstanz 1902; mit einem Nachwort von Nikolaus Breyer. Edition Iltis, 2002, ISBN 3-932807-29-4.
- Philaletes. Gedichte. Mit einem Nachwort von Reinhard Haupenthal. Edition Iltis, 2002, ISBN 3-932807-30-8.
- Zwei Litzelstetter Gebete. Hrsg. und mit einem Nachwort versehen von Reinhard Haupenthal. Edition Iltis, 2002, ISBN 3-932807-33-2.